# Regeringen Andræ
Regeringen Andræ var Danmarks regering mellan 18 oktober 1856 och 13 maj 1857. 
Konseljpresident
- Carl Christopher Georg Andræ

Utrikesminister
- Ludvig Nicolaus Scheele till 17 april 1857, därefter Ove Wilhelm Michelsen

Finansminister
- Carl Christopher Georg Andræ

Inrikesminister
- Andreas Frederik Krieger

Justitieminister
- Carl Frederik Simony

Kyrko- och undervisningsminister 
- Carl Christian Hall

Krigsminister
- Christian Carl Lundbye

Marinminister
- Ove Wilhelm Michelsen

Minister för monarkins gemensamma inre angelägenheter
- Ivar Johan Unsgaard

Minister över Slesvig
- Friedrich Hermann Wolfhagen

Minister över Holstein och Lauenborg
- Ludvig Nicolaus Scheele till 17 april 1857, då Christian Carl Lundbye tog över